# Lygodium
La falguera enfiladissa (Lygodium) és un gènere de falgueres de l'ordre Schizaeales amb unes 40 espècies originàries de zones tropicals d'arreu del món amb unes poques espècies en zones temperades d'Àsia i est d'Amèrica del Nord. És l'únic gènere dins la família Lygodiaceae, però inclòs dins la família Schizaeaceae per alguns botànics.
La majoria de les espècies d'aquest gènere es consideren tòxiques.

## Característiques
El seu raquis de la fronda és prim, llarg i flexible, cada fronda forma una part enfiladissa diferenciada. Les frondes poden fer 3-12 m de llargada, segons les espècies.

## Ecologia
Algunes espècies de Lygodium es consideren plantes invasores molt problemàtiques al sud-est dels Estats Units i les seves poblacions, allà s'han incrementat més de 12 cops en una dècada.

## Usos
L'extracte d'espores de Lygodium japonicum mostren in vitro activitat inhibidora de la testosterona 5α-reductasa i in vivo activitat antiandrogènica.

## Algunes espècies
- Lygodium articulatum – Àsia tropical.
- Lygodium circinatum – Àsia i Australàsia.
- Lygodium conforme – Xina.
- Lygodium cubense – Cuba, Hispaniola.
- Lygodium digitatum – Xina.
- Lygodium flexuosum
- Lygodium japonicum – Est d'Àsia a nord d'Austràlia.
- Lygodium microphyllum (Cav.) R. Br. – Vell Món a Àfrica, sud sAsia i Austràlia.
- Lygodium microstachyum – Xina.
- Lygodium palmatum (Bernh.) Swartz – Est dels Estats Units (rara, confinada als sòls àcids).
- Lygodium polystachyum – Xina.
- Lygodium reticulatum – Austràlia, Polinèsia.
- Lygodium salicifolium
- Lygodium subareolatum
- Lygodium trifurcatum
- Lygodium volubile – Nord d'Amèrica del Sud, Amèrica central, Carib.
- Lygodium versteeghii
- Lygodium yunnanense